# Castillo de Itami
El castillo de Itami (伊丹城 Itami-jō?) fue un castillo japonés ubicado en Itami, en la prefectura de Hyōgo, Japón. También es llamado castillo Arioka. Actualmente solo restan las ruinas de la fortaleza, que se pueden encontrar frente a la estación de Itami.

## Historia

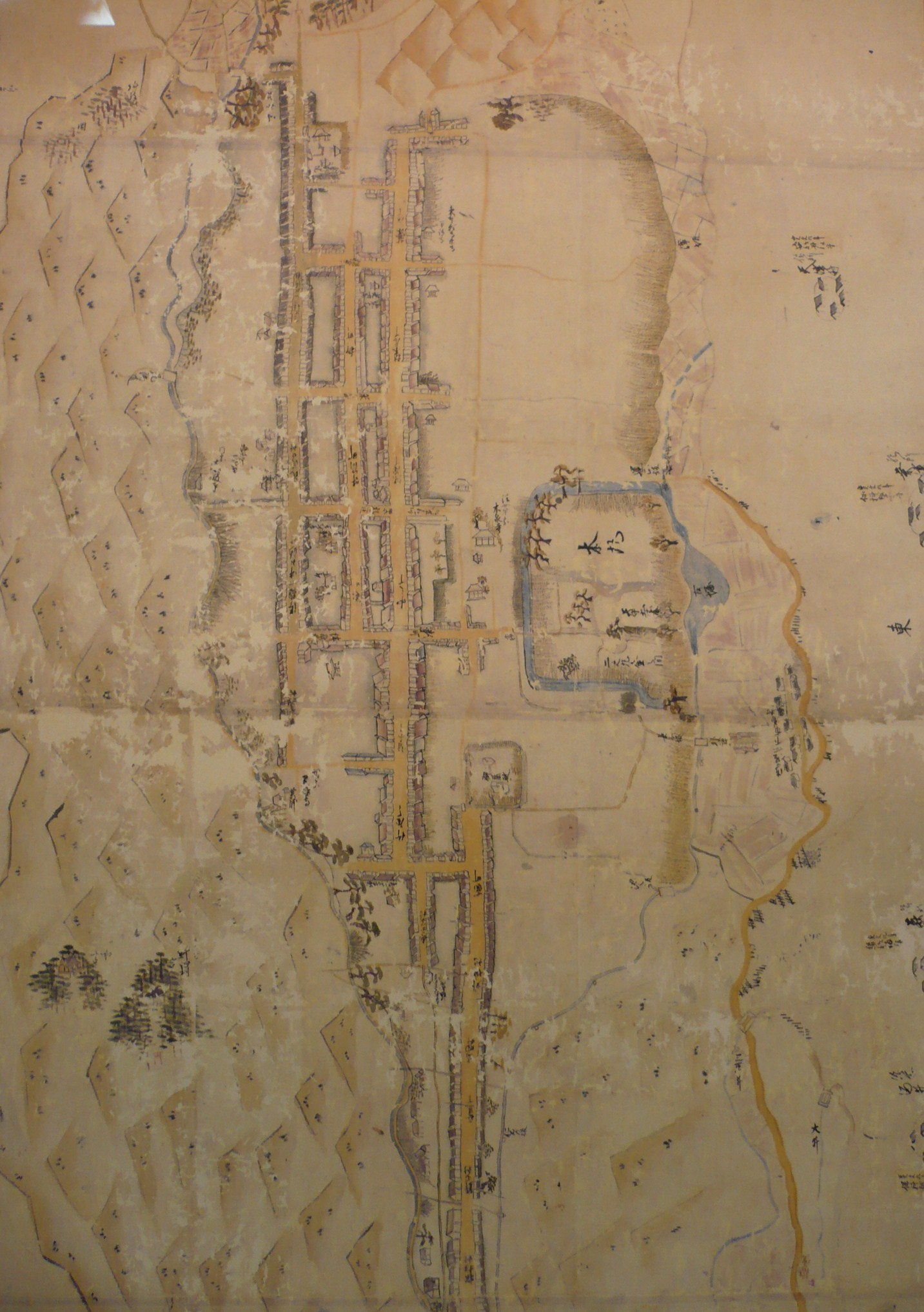
Mapa de la fortaleza

Se estima que este castillo fue construido por el clan Itami durante el período Nanboku-chō. En 1574, Araki Murashige se convirtió en el señor de la fortificación tras derrotar a la familia Itami. De este modo, lo rebautizó como castillo Arioka y lo amplió, por lo que se convirtió en una de las fortalezas más grandes de la región.
En 1578 Murashige traicionó a su aliado, Oda Nobunaga, lo que acabó desembocando en el asedio del castillo de Itami. El lugar cayó, tras diez meses, en manos de Nobunaga en 1579. El edificio fue capturado cavando un largo túnel desde fuera de las murallas hasta un lugar cercano al torreón del castillo. Murashige consiguió escapar durante la noche y huyó al castillo de Amagasaki. Ikeda Yukisuke se convirtió en el nuevo señor de la fortaleza, pero el castillo fue abandonado cuando se mudó a la provincia de Mino en 1583.

## Reconstrucción

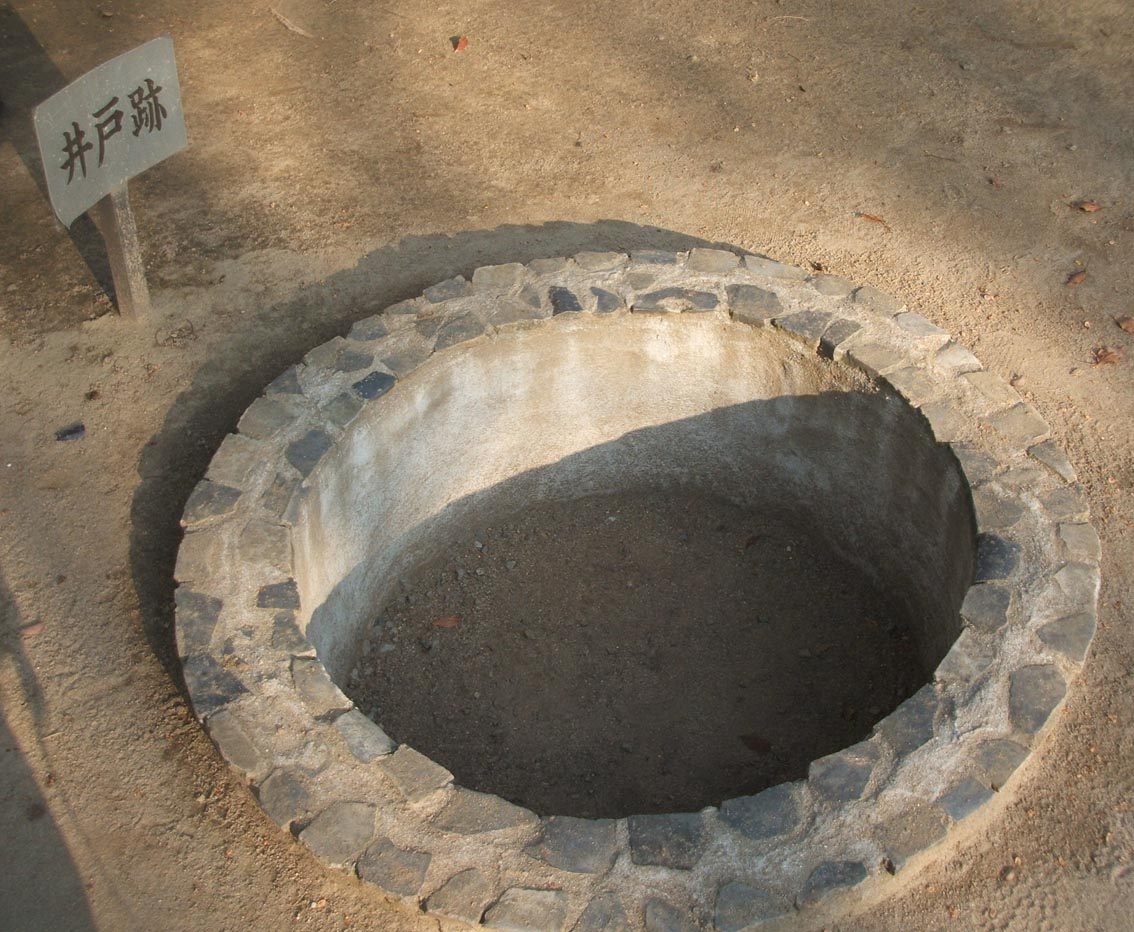
Restos del pozo del castillo

En la actualidad, la mayoría de las paredes están reconstruidas con piedra moderna. Algunas secciones y lápidas son originales. Las ruinas han sido designadas como Sitio Histórico Nacional.